# 呉農業協同組合
呉農業協同組合（くれのうぎょうきょうどうくみあい、通称JA呉）は、広島県呉市に本店を置いていた農業協同組合である。

## 概要
- 代表理事組合長：三戸 正宏
- 本店所在地：広島県呉市西中央一丁目2番25号

## 事業区域
- 呉市（瀬戸内海沿岸部地域。安浦町、川尻町、豊浜町、豊町除く[注 1]。）、江田島市

## 沿革
- 2003年（平成15年）4月1日：JA呉設立。
- 2023年（令和5年）4月1日：JAひろしま設立に伴い、JA呉を廃止。

## 主な特産品
- 果樹・果実
  - 柑橘類（ウンシュウミカン、レモン、いしじみかん、紅はっさくなど）、スモモ、イチジク、ブドウ、イチゴ
- 野菜
  - トマト、キュウリ、キャベツ（とりわけ伝統野菜の「広甘藍（ひろかんらん）」[1]）、大根、ネギ
- 花卉
  - キク、薔薇、スイートピー、トルコキキョウ、洋ラン
- 米麦
  - 水稲

## 関連人物
- 三戸正宏 - JA呉最後の代表理事組合長。JAひろしま代表理事組合長。

## 注・出典